# La Matrice fantôme
La Matrice fantôme ou Rendez-vous vers ailleurs (titre original : The Shadow Matrix) est un roman du Cycle de Ténébreuse, écrit par Marion Zimmer Bradley et Adrienne Martine-Barnes, publié en 1997.

## Description
La Matrice fantôme est un roman de science-fiction de Marion Zimmer Bradley et Adrienne Martine-Barnes situé dans le Cycle de Ténébreuse. Il sort en format de poche chez DAW Books en 1997, et est traduit en français en 1998 par  Simone Hilling sous le titre Rendez-vous vers ailleurs. Une autre version sort en janvier 2002 par la même traductrice avec le titre La Matrice fantôme.
Le livre aborde le voyage dans le temps et appartient au cycle de l'empire terrien de Ténébreuse.

## Résumé
Margaret Alton retourne sur sa planète d'origine, Ténébreuse après avoir passé sa jeunesse dans l'Empire Terrien. Elle découvre alors qu'elle est dotée de l'un des plus puissants dons Laran des Comyn télépathes (familles dirigeantes de Ténébreuse), le don Alton. Elle apprend à se servir de ses pouvoirs, tout en tombant amoureuse du régent du domaine royal d'Elhalyn. Il lui est cependant interdit de l'épouser car cela remettrait en cause les équilibres de pouvoir sur la planète.

## Réception
Dans la série La Romance de Ténébreuse, Marion Zimmer Bradley a développé des réflexions d'ordre politique sur la place des individualités par rapport à l'intérêt général. Selon Xavier Mauméjean ce roman est un traité de pratique politique. Le roman fait l'objet d'une revue critique de Carolyn Cushman dans le magazine Locus  en juillet 1997 et de Lela Jones Olszewski dans SF Site.